# (11881) Mirstation
(11881) Mirstation est un astéroïde de la ceinture principale.

## Description
(11881) Mirstation est un astéroïde de la ceinture principale. Il fut découvert le 20 août 1990 à La Silla par Eric Walter Elst. Il présente une orbite caractérisée par un demi-grand axe de 2,65 UA, une excentricité de 0,17 et une inclinaison de 13,7° par rapport à l'écliptique.

## Compléments